# Hanappe Bazooka
Hanappe Bazooka (花平バズーカ?, Hanappe Bazūka) è un manga scritto da Kazuo Koike e disegnato da Gō Nagai. Venne pubblicato su Weekly Young Jump a partire dal 1979. Nel 1992 la Nippon Crown distribuì un OAV, più tardi pubblicato anche negli Stati Uniti da ADV Films e in Italia da Dynamic Italia. Il manga, come l'anime, è caratterizzato da scene erotiche, talvolta yuri.

## Trama
La storia narra le avventure di Hanappe Yamada, un giovane studente di famiglia agiata che viene frequentemente malmenato dai teppisti. Un giorno, però, Hanappe troverà per caso una videocassetta pornografica dalla quale usciranno due demoni, Ophisto Bazooka e Mephisto Dance, che gli daranno strani poteri.

## Personaggi
- Hanappe Yamada (山田花平?, Yamada Hanappe)
- Mephisto Dance  (メフィスト・ダンス?, Mefisuto Dansu)
- Ophisto Bazooka (オフィスト・バズーカ?, Ofisuto Bazūka)

## Doppiaggio
| Personaggi      | Voce giapponese  | Voce italiana     |
| --------------- | ---------------- | ----------------- |
| Hanappe Yamada  | Kappei Yamaguchi | Davide Lepore     |
| Mephisto Dance  | Miina Tominaga   | Laura Boccanera   |
| Ophisto Bazooka | Kenji Utsumi     | Vittorio Amandola |